# 조지프 글랜빌

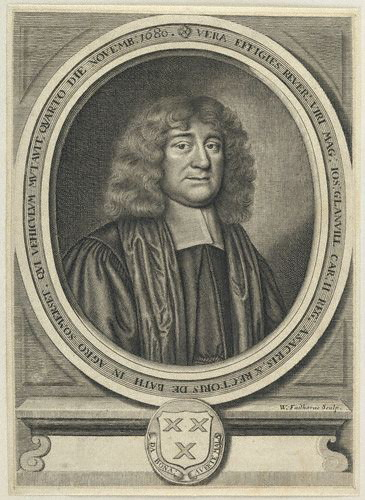

조지프 글랜빌(Joseph Glanvill, 1636년 ~ 1680년 11월 4일)은 잉글랜드의 작가, 철학자, 남자 성직자이다. 17세기 후반 잉글랜드 자연철학자들의 접근에 주도적이었던 선전원으로 호칭되었다.
엄격한 청교도 집안에서 자란 뒤 옥스퍼드 대학교에서 교육을 받았으며 그곳의 엑세터 칼리지에서 1655년 학사 학위를, 1658년 링컨 랄리지에서 박사 학위를 받았다.
1666년부터 1680년까지 바스의 수도원의 교구 목사를 역임했고, 1678년 우스터의 수록 성직자이기도 했다.